# Afrarchaea fernkloofensis
Afrarchaea fernkloofensis is een spinnensoort uit de familie Archaeidae. De soort komt voor in Zuid-Afrika.